# هاکوب وارطانیان (نوازنده ویولن)
هاکوب آرمناکی وارطانیان (ارمنی: Հակոբ Վարդանյան؛  زادهٔ ۲۹ ژوئیهٔ ۱۹۲۸ - درگذشته ۱۷ فوریهٔ ۱۹۸۱) نوازنده ویولن، آموزش اهل ارمنستان بود. وی بین سال‌های - تا - میلادی فعالیت می‌کرد.

## زندگی‌نامه
وی در ۱۹۲۸ در ایروان یا کراسنودار به دنیا آمد و از کنسرواتوار دولتی کومیتاس ایروان (۱۹۵۲) فارغ‌التحصیل گشت. وی در کنسرواتوار دولتی کومیتاس ایروان و های‌فیلارمونیک فعالیت می‌کرد. همچنین برندهٔ جوایزی همچون هنرمند شایسته ارمنستان شوروی شده است. وی در ۱۷ فوریهٔ ۱۹۸۱ در سن ۵۳ سالگی درگذشت.